# Обелеріо Антенорео
Обелеріо Антенорео чи Анафесто (італ. Obelerio Antenoreo; ? — 831) — 9-й венеційський дож. Також відомий як Обелеріо деї Антенорі.

## Біографія
Можливо був родичем Паоло Лучіо Анафесто. Син якогось Егіліо або Енеагіліо. Народився в Маламокко. За часів дожа Джованні Гальбайо обіймав посаду трибуна. Але антифранкська політика дожа наштовхнулася на спротив на чолі із Фортунато II, патріархом Нової Аквілеї. Зрештою у 804 році Обелеріо вдалося перервати створення спадкової монархії Гальбайо, ставши самому дожем. Негайно призначив своїм співдожем брата Беата, що мав помірковані провізантійські настрої, чим намагався заспокоїти імператора Никифора I, який в цей час протистояв Франкській імперії в Італії. Разом з тим дозволив Фортунато II повернутися до Нової Аквілеї, обмежив вплив знаті з Гераклеї та Еквіліона.
805 року разом з братом Беато, єпископом Донатом Задарським, Павлом, дуксом Далмації, прибув до Діденгофена, де розташовувався двір франкського імператора Карла I. Останній видав «ordinatio de ducibus et populis tam Venetiae quam Dalmatiae» щодо переходу під свою владу дукатів Венеція і Далмація. Тут Обелеріо також пошлюбив франкську графиню Каролу, що стала першою дожаресою.
У відповідь у 806 році Никифор I послав до Венеції флот під командуванням Никити, щоб відновити порядок і підтвердити свою верховну владу. Не маючи допомоги франків, Фортунато II утік на материк, а Обелеріо і Беато підкорилися без опору. Натмоість Обелеріо отримав візантійський титул спафарія. У 807 року співдож Беато разом з Никитою поїхав до Константинополя, де отримав титул іпата, після чого спокійно повернувся до дукату.
809 року стикнувся з тиском з боку Піпіна, короля Італії, який підійшов до Маламокко. Також з флотом до Венеційської лагуни прибув Павло, дука феми Кефалонія. Обелеріо обрав двозначну позицію, не підтримуючи франків, але також завадивши перемовинам Павла і Піпіна. Зрештою Павло повернувся до себе, зазнавши поразки біля Комаккьо. За цим Обелеріо призначив ще одним співдожем свого іншого брата Валентино.
Але 810 року Піпін на запрошення профранкської партії знову вдерся до дукату, захопивши Альбіолу й впритул підійшовши до Макамолло, але напад франків з моря було відбито за допомогою візантійського флоту на чолі із Арсафієм. Після цього Арсафій повалив обох дожів: Обелеріо було відправлено до Константинополя, а Беато — Задару, де той помер наступного року. Замість них поставлено дожем Анджело Партичипаціо.
829 року новий візантійський імператор Феофіл звільнив Обелеріо, якого відправив до Венеції, де останній висадився у Вігілії, а потім зі своїми прихильниками зажадав для собі повернення титулу дожа. Зрештою влаштував заколот, захопивши Маламокко, де витримав тривалу облогу з боку дожа Джованні I Партичипаціо. Зрештою зазнав поразки й потрапив у полон, де його було обезголовлено, а Маламокко повністю зруйновано. Його голову виставили як застереження проти майбутніх повстань, а потім посадили на стовпі поблизу Местре, на кордоні між Венеційським дукатом і Франкською імперією.